# Shorne
Shorne – wieś w Anglii, w hrabstwie Kent, w dystrykcie Gravesham. Leży 18 km na północny zachód od miasta Maidstone i 41 km na wschód od centrum Londynu.